# Lohanna França
Lohanna França, Vila Velha, 1 de janeiro de 1995) é uma professora, militante feminista e política brasileira, filiada ao Partido Verde (PV). Atualmente é deputada estadual por Minas Gerais, eleita com 67.178 votos. Formou-se em Bioquímica pela Universidade Federal de São João del-Rei (UFSJ) e foi professora de inglês no curso Wizard e no Colégio Anglo, em Divinópolis, de 2018 a 2020.

## Vida pública
Iniciou sua militância na universidade fazendo parte do Movimento Estudantil da UFSJ.

### Eleições de 2020
Em maio de 2020, ainda como professora, lançou a pré-candidatura a vereadora em Divinópolis pelo Cidadania. Selecionada pelo RenovaBR, escola de formação política, tornou-se a mulher mais jovem a exercer o mandato de vereadora em Divinópolis e a mais votada da história da cidade, aos 25 anos, com 5.462 votos.

### Atuação na Câmara de Divinópolis
Em 2021, foi eleita a mulher destaque na área de Política e Comunidade, em votação aberta e promovida pelo Jornal Agora.
No decorrer da vereança, destaca-se o Projeto pela Dignidade Menstrual, que arrecadou mais de 10 mil unidades de absorventes para doação as mulheres em vulnerabilidade social.

### Eleições de 2022
Em junho de 2022 anunciou sua pré-candidatura pelo PV à Assembleia Legislativa de Minas Gerais ao defender que levar suas bandeiras políticas, como a Educação, o Meio Ambiente, a Cultura e a pauta feminista, para além de Divinópolis.
No pleito do dia 2 de outubro de 2022, Lohanna foi eleita a 35º deputada Estadual mais votada pelo estado de Minas Gerais com 67.178 votos, sendo a deputada mais votada do PV no estado.

## Desempenho em eleições
| Ano  | Eleição                  | Candidata a       | Partido                      | Nº    | Coligação                            | Votos  | Resultado |
| ---- | ------------------------ | ----------------- | ---------------------------- | ----- | ------------------------------------ | ------ | --------- |
| 2020 | Vereadora de Divinópolis | Vereadora         | Cidadania (partido político) | 23500 |                                      | 5.468  | Eleita    |
| 2022 | Estadual de Minas Gerais | Deputada Estadual | PV                           | 43500 | Brasil dá Esperança" (PT, PV, PCdoB) | 67.178 | Eleita    |

1. ↑  «Resultado das eleições municipais de Divinópolis em 2020»
2. ↑  «Conheça todas as atribuições da deputada eleita Lohanna França»
3. ↑  «Senadores e deputados federais/estaduais eleitos: Apuração e resultado das Eleições 2022 MG»